# Anisocentropus atropurpureus
Anisocentropus atropurpureus là một loài Trichoptera thuộc họ Calamoceratidae. Chúng phân bố ở miền Ấn Độ - Mã Lai.